# Dragon Balls (artifact)
Dragon Balls (în română: Bilele Dragonului) sunt artifacte omonime ale seriei Dragon Ball. Ele sunt sfere portocalii, cristaline cu capacitatea de al chema pe Eternul Dragon Shen Long, care are capacitatea de a acorda dorințe pentru oricine adună toate cele șapte globuri dintre ele. Cel mai bine cunoscut Glob al Dragonului este cel cu patru stele la care Bunicul Gohan i la dat lui Goku și la păstrat până când l-a lipit de o pălărie și i la dat fiului său Son Gohan. În filmul Dragon Ball Z: Brolly-A doua venire, globul cu patru stele a fost colectat ultimul de Trunks, Goten și Videl pentru a-l chema pe Shen Long, de asemenea ultima bilă a fost găsită de Bulma înainte ca Shen Long să îndeplinească dorința de înviere a acelor oameni uciși de Vegeta la cel de-al 25-lea Turneu Tenkaichi. În Dragon Ball GT, în Saga Globurile cu stele negre, primul glob care a fost colectat a fost cel cu patru stele. Iar mai târziu în Saga Dragonii Malefici, numai cel mai bun a fost Nuova Shenron, Dragonul cu patru stele.

## Descriere
Bilele Dragonului sunt în număr de șapte iar  fiecare glob conține numărul de stele, care semnifică numărul respectiv în set.Globurile Dragonului pot fi greu de găsit,deoarece acestea sunt împrăștiate peste tot pe planeta lor respectivă(Pământul și alte câteva planete care s-au stabilit deși Globurile Dragonului cu stele negre sunt împrăștiate peste tot în galaxie),și se transformă în pietre pentru încă un an după ce dorința a fost spusă.Pentru a avea posibilitatea de a convoca un Dragon,va fi nevoie de o călătorie pe tot globul pentru a le prelua.Pe măsură ce tehnologia a progresat în cele din urmă,aceasta  a devenit oarecum mai ușoară,și a devenit relativ simplu cu invenția lui Bulma "Radarul Dragon".În plus bilele pot fi destructibile dacă creatorul lor moare sau la explozia unei planete.Restricții privind competențele Dragonului sunt stabilite de către capacitatea relativă a creatorului setului de Bile.O problemă mare în întreaga serie este faptul că creatorul lor trebuie să fie în viață ca ele să funcționeze,că altfel în caz contrar ele for fi pietre pentru eternitate.Acest fapt i-a condus pe Luptătorii Z la protejarea creatorului lor cu viața.Din moment ce toate cele șapte Bile ale Dragonului trebuie introduse împreună (deși nu se cunoaște exact acea distanță maximă dintre bile pentru a fi luate în considerare împreună),este adesea o strategie de sunet angajat de către răufăcătorii din serie pentru că dacă au găsit un glob în timp ce Luptătorii Z trec prin probleme pentru a le găsi pe celelalte șase,după care personajul negativ va intensifica bilele și apoi le fură.Din punct de vedere tehnic această strategie funcționează,dar este considerat ieftin,Luptătorii Z nu-l folosesc deobicei,deoarece aceștia preferând mai precis să lupte corect.

## Legenda Glocurilor Dragonului
Globurire de pe Namek sunt la fel ca cele da pe pamant doar ca sunt mari cum zarbon si dodoria ucenici lui freza iau omarat pe toti namekieni pentru bilele dragonlui.